# NEXST-1 (航空機)
NEXST-1は、航空宇宙技術研究所（NAL）と後継機関の宇宙航空研究開発機構（JAXA）航空本部（現：航空技術部門）が開発・運用した実験機。「小型超音速実験機」とも呼ばれる。

## 概要

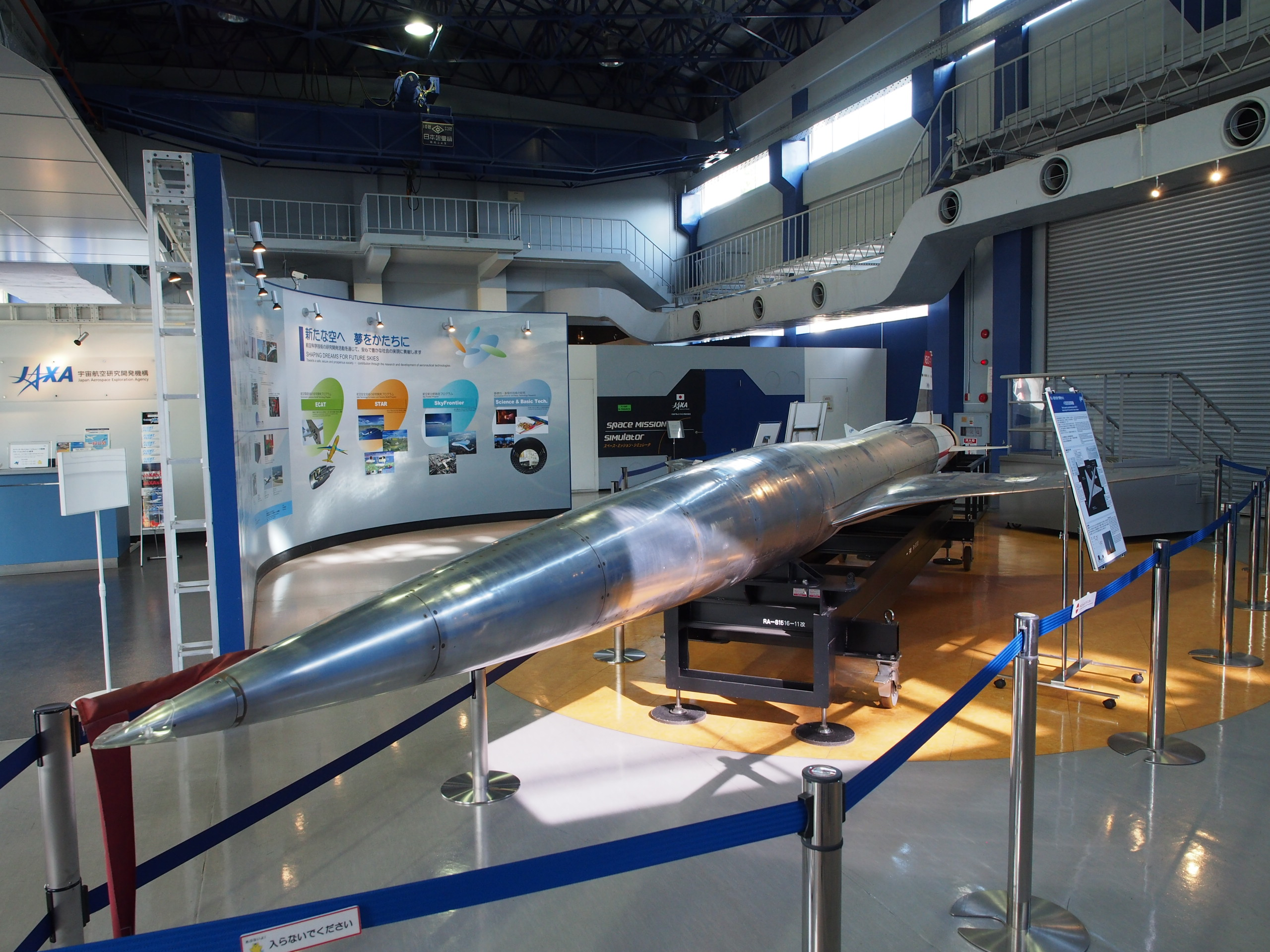
NEXST-1

超音速旅客機の実現に必要不可欠な要素の一つである経済性の向上を目指して、超音速機の燃費を改善する機体形状の調査のために製作された無人実験機。機体自体は動力を持たない滑空機であり、固体ロケットNAL-735を用いて打ち上げられ、マッハ2まで加速した後に高度18 kmでロケットから分離し、滑空中に飛行試験を実施、試験終了後はパラシュートが開き地上に落下する。
機体設計においては主翼へのクランクドアロー翼や自然層流翼の採用、エリアルールの適用などが行われており、これらによって各種空気抵抗の低減を計っている。また、主翼は、計算流体力学（CFD）と逆問題的手法の組み合わせによる「CFD逆問題設計法」により、数学的アルゴリズムに則って最適な形状に設計された。
第1回飛行試験はオーストラリアのウーメラ試験場で2002年（平成14年）7月4日に行われたが、打ち上げ直後に機体が打ち上げロケットから脱落し、試験は失敗した。脱落の原因はロケット点火時の衝撃などによってオートパイロットが変位し、オートパイロットへ供給される電源が一時的に電圧低下を起こしたことにより、オートパイロットがリセットし分離ボルトが作動したためだった。その後、第2回飛行試験は2005年（平成17年）10月10日にウーメラ試験場で行われ、予定されたデータを取得し飛行試験は成功。この試験において、コンコルドと比べて空気抵抗が13パーセント低減されたことが計測された。
第2期実験機として、ジェットエンジンを搭載した発展型NEXST-2による試験も予定されていたが、2003年（平成15年）に計画が凍結されている。超音速旅客機の開発プロジェクトは静粛超音速機技術の研究開発に引き継がれ、ジェットエンジンを搭載した実験機S3TDが計画されたがこれも凍結され、無推力落下試験による低ソニックブーム設計概念実証プロジェクトに続いていく。

## 諸元
- 全長：11.5 m
- 全幅：4.72 m
- 全重量：1,950 kg
- 最大到達速度：マッハ2
- 総飛行時間：15分22秒
- 最大到達高度：19 km
- 乗員：0名